# Rădești (okręg Gałacz)
Rădești – wieś w Rumunii, w okręgu Gałacz, w gminie Rădești. W 2011 roku liczyła 1177 mieszkańców.